# خانه یوسف مالکی
خانه یوسف مالکی مربوط به دوره قاجار است و در شهرستان خوسف، روستای خور واقع شده و این اثر در تاریخ ۲۲ مرداد ۱۳۸۴ با شمارهٔ ثبت ۱۳۱۳۲ به‌عنوان یکی از آثار ملی ایران به ثبت رسیده است.